# Sinsiga
Sinsiga (pl.Sinsigas), pleme američkih Indijanaca porodice pravih čibča (Chibcha), koji su živjeli na sijeri blizu današnjeg grada Tunja u Kolumbiji